# Stagonosuchus nyassicus
Lo stagonosuco (Stagonosuchus nyassicus) è un rettile estinto, appartenente ai rauisuchi. Visse nel Triassico medio (Anisico, circa 245 milioni di anni fa) e i suoi resti fossili sono stati ritrovati in Africa (Tanzania). 

## Descrizione
Questo animale è noto per alcuni resti fossili incompleti, sufficienti tuttavia a permettere una ricostruzione. In ogni caso, i fossili indicano che questo animale doveva essere lungo tra i 4 e i 6 metri. Come molti rauisuchi, Stagonosuchus doveva possedere quattro zampe poste direttamente sotto il corpo. Al contrario di gran parte delle forme simili, che avevano una cresta iliaca sopra-acetabolare, Stagonosuchus possedeva solo un leggero ispessimento sulla superficie dell'osso. In questo animale il pube era largo e simile a una piastra, mentre in altri generi era più stretto e possedeva un "piede" prominente simile a quello dei dinosauri teropodi. 
I centri vertebrali di Stagonosuchus erano piuttosto stretti, anche se non così come in altri rauisuchi (ad esempio Saurosuchus). Nelle vertebre, i canali neurali (attraverso i quali passava il midollo spinale) si estendevano all'interno dei centri, formando profonde cavità. Un'ampia articolazione tra l'iposfeno e l'ipantro in vertebre successive impediva qualunque movimento laterale della spina dorsale. Una piccola spina neurale accessoria era presente presso la spina principale, forse come un'ulteriore inserzione per i legamenti. Stagonosuchus possedeva inoltre molte lamine (creste ossee sulle vertebre).

## Classificazione
Stagonosuchus venne descritto per la prima volta nel 1936 da Friedrich von Huene, che lo classificò come un membro dei rauisuchidi. Nel 1967, Alfred Romer considerò invece Stagonosuchus come un membro dei prestosuchidi. In ogni caso, questa classificazione confusa è principalmente dovuta alle notevoli somiglianze tra queste due famiglie. Uno studio del 2010 riguardante la filogenesi degli arcosauri ha indicato che Stagonosuchus era più basale sia dei rauisuchidi che dei prestosuchidi, comunque all'interno di un clade noto come Rauisuchoidea. Questo gruppo includeva anche altre forme basali come Ticinosuchus (tradizionalmente considerato un prestosuchide), Arganasuchus e Fasolasuchus (considerati in precedenza rauisuchidi). Un ulteriore studio del 2011 ha ipotizzato che il più stretto parente di Stagonosuchus fosse Ticinosuchus, anche se la taglia tra i due animali era molto diversa (Ticinosuchus era molto più gracile rispetto a Stagonosuchus).